# Assako Assako René Joly
Assako Assako René Joly est un géographe et auteur camerounais né le 19 septembre 1971 à Mbéa Biyi, arrondissement d’Olamzé, dans la Vallée-du-Ntem (Sud Cameroun).

## Parcours
Né en 1971, il effectue des études supérieures  à l’université de Yaoundé en 1990, puis poursuit en France à l’université de Nantes, en 1991 et/1992, obtient un doctorat à l’université Paris-Nanterre en 1996 et une habilitation à diriger les recherches à l’université Joseph-Fourier de Grenoble en 2004.
Il revient ensuite en Afrique de l'Ouest. Assistant en 1997 à l’université de Douala, il gravit ensuite les échelons. Il devient successivement chargé de cours en 1998, maître de conférences en 2004 et professeur titulaire des universités en 2010. Il est notamment  coordonnateur du réseau RUBAFRIQUE (Réseau africain de recherche en urbanisation), et également créateur du cycle de maîtrise de géographie de la faculté des lettres et sciences humaines de l’université de Douala en 2002/2003. Depuis juin 2017, il est vice-recteur à l'université de Douala.

## Publications

### Ouvrages personnels
- Je suis Assako Assako René Joly Chronique d’un destin démenti ? EBOOK Africa, 2019
- Assako Assako R.J. (2016), L’Afrique (encore) dupée ? Propos d’un ingénu sur le développement du continent noir. Éditions Dianoä, Paris,…..

### Ouvrages scientifiques et coordination de numéros thématiques de revues
- Assako Assako R. J. et Yapi-Diahou A. (2016). « La ville africaine hier et aujourd’hui : questions d’urbanisation et enjeux d’intégration régionale », Syllabus (Yaoundé : éditions CLE), Numéro Spécial Vol. VII, no 1, 2016.
- Assako Assako R. J. et Koffi-Brou E. (Coord.), (2015). « Questions urbaines au Cameroun », Le Journal des Sciences Sociales, Numéro Spécial, No 12 Vol. 1-2015
- Assako Assako R.J. et Yapi-Diahou A. (Coord.), (2015). « Fenêtres doctorales sur quelques thématiques urbaines et environnementales d’Afrique Noire ». Syllabus, Revue scientifique interdisciplinaire de l’École Normale Supérieure, Série Lettre et Sciences Humaines (Yaoundé : éditions CLE), N° Spécial Vol. VI, n°1-2015
- Assako Assako R.J. (Ed.), (2011), Yaoundé. La métropole face à son arrière-pays, Éditions Dianoä, Chennevières sur Marne, France.
- Assako Assako R.J. (Ed.), (2007), Observatoires urbains et environnementaux : des théories aux applications géomatiques, Éditions Dianoïa, Chennevières sur Marne, France, 224 p.